# Михалківці (Рівненський район)

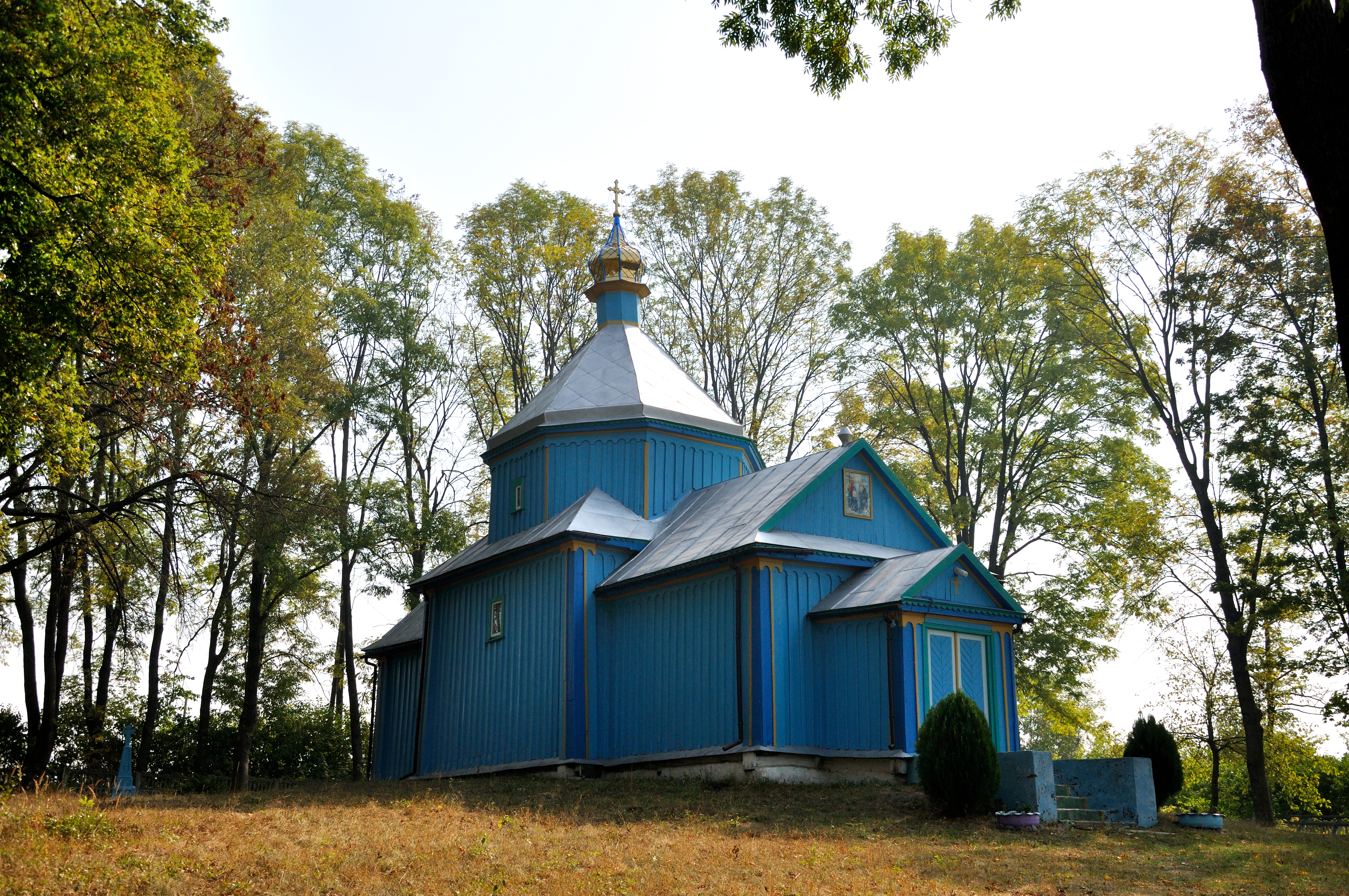
Троїцька церква (дер.), с. Михалківці,1.jpg

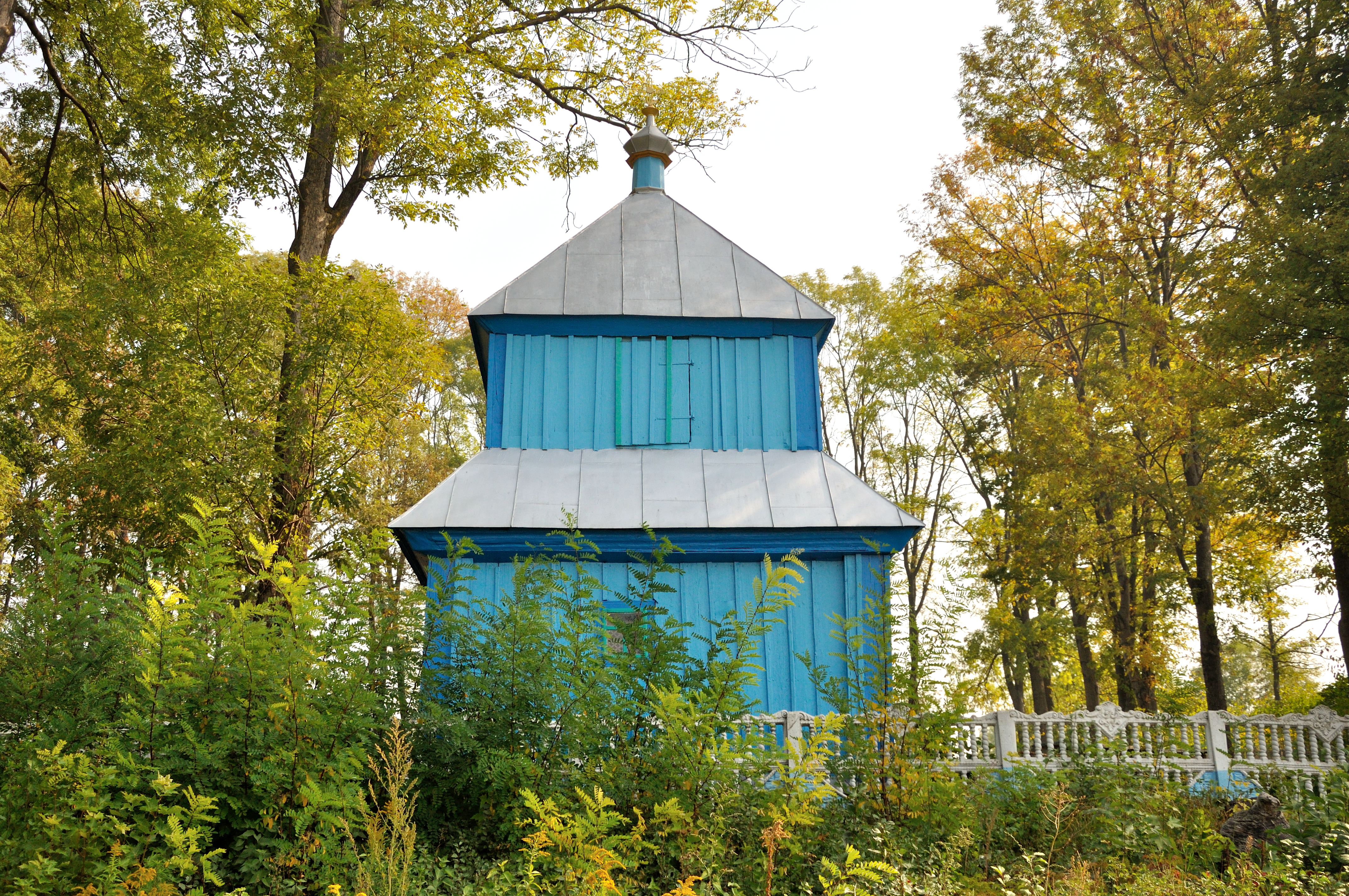
Дзвіниця Троїцької церкви (дер.), с. Михалківці,.jpg

Миха́лківці — село в Україні, в Рівненському районі Рівненської області. Населення становить 237 осіб.

## Географія
Селом тече річка Безіменна.

## Історія
На території села в 1740 році збудована Свято-Троїцька церква. В 1796 році належало до Фірлєїв. За переписом, в 1911 році до великої земельної власності належало там 473 десятин.В селі є двоповерхова школа та продуктові магазини.
У 1906 році село Сіянецької волості Острозького повіту Волинської губернії. Відстань від повітового міста 22 верст, від волості 4. Дворів 88, мешканців 618.
За свідченням Федора Воробця засідка коло Милятина на Ватутіна зі смертельним пораненням відбулася в районі дій сотні «Деркача», брали участь боївки СБ сіл Михалківці і Сіянці Острозького району Рівненської області, всього 17-27 бійців[джерело?].

## Відомі люди
- Гордійчук Володимир Григорович — радянський і український спортсмен і тренер; Майстер спорту СРСР (1977), Заслужений тренер України (2002).
- Калинюк Дмитро — командир 1-ї бриґади УПА-Північ «Пам'ять Базару» («Пам'ять Крут», (ім. Лайдаки)) Західна ВО «Завихост».
- Трофимчук Олександр Павлович — народний артист України, український актор.